# Topic Maps
Topic Maps ist ein abstraktes Modell und ein dazugehöriges SGML- beziehungsweise XML-basiertes Datenformat zur Formulierung von Wissensstrukturen. Topic Maps wurden 1999 als ISO-Standard ISO/IEC 13250 normiert und später als XML Topic Maps (XTM) in XML formuliert.
Eine Topic Map dient der Sammlung von Wissen über subjects, also Gegenstände oder Themen der Beschreibung. Themen können beliebige Dinge sein, wie z. B. Personen, Orte, Ereignisse. Es wird unterschieden zwischen
adressierbaren Subjekten (das ist alles, was in einem Rechner gespeichert werden kann) und nicht-adressierbaren Subjekten (alles, was nicht in einem Rechner speicherbar ist, z. B. Sie, die Sie diese Seite lesen, die Idee der Freiheit usw.). Gegenstände oder Themen selber sollen und können oft nicht verändert werden, wenn über sie Wissen gesammelt wird. Daher werden Topics benutzt, die Gegenstände der Beschreibung in einer Topic Map repräsentieren. Weitere Bestandteile einer Topic Map sind Assoziationen, die Verknüpfungen zwischen Topics beschreiben und Occurrences, die Topics mit Dokumenten z. B. im WWW verbinden. Man spricht daher auch von dem TAO (T für Topics, A für Assoziationen und O für Occurrences) der Topic Maps. Des Weiteren gibt es Names und Rollen (Bezeichnungen der Funktion eines Topics in einer Assoziation). Ein Topic kann mehrere Namen enthalten, die dann einem Scope zugeordnet werden. Auf diese Weise kann ein Topic mehrere Namen haben (z. B. in unterschiedlichen Sprachen). Umgekehrt können mehrere Topics auch denselben Namen in verschiedenen Scopes besitzen. So kann ein Topic, das für die Sonne steht z. B. drei Namen haben (Sonne, sun, soleil). Gilt der Scope Englisch ist nur der Name sun gültig usw. So kann durch einfaches Setzen des richtigen Scopes eine Topic Map in unterschiedlichen Sprachen erscheinen.
Ein weiteres Beispiel: Der Name Ente kann sowohl für ein Tier, ein Auto als auch für eine fehlerhafte Zeitungsmeldung stehen. Es können demzufolge drei Topics existieren, welche diesen Namen besitzen. Im ersten Fall könnte der Scope Tierwelt lauten und im zweiten Kraftfahrzeuge, im dritten Journalismus.
Topic Maps gehen von den in der menschlichen Wissensverarbeitung bewährten Strukturen von Index und Thesaurus aus und entwickeln sie für den computerisierten Bedarf weiter. Das unterscheidet sie von anderen Ansätzen, die vom Hintergrund einer für den Computer verständlichen Formalisierung ausgehen, siehe z. B. Resource Description Framework (RDF) und Web Ontology Language (OWL). Aufgrund ihrer Herkunft vermeiden Topic Maps oft nicht bedienbare Anforderungen an die Wissensspezifikation, die mit Blick auf Inferenzmaschinen definiert worden sind.
Topic Maps sollen die bessere Navigation und Suche in Internetressourcen und anderen Dokumenten ermöglichen und dem Austausch von Metadaten dienen. Sie haben ihre Wurzeln in Glossaren, Klassifikationssystemen (beispielsweise der Themenordnung des Open Directory Projects) und Thesauri, gehen aber in ihrer Ausdrucksstärke über diese hinaus. So lassen sich mit Topic Maps Ontologien formulieren, die unter anderem für das semantische Web und auch auf RDF abgebildet werden können. Vorschläge, Topic Maps mit RDF und Web Ontology Language (OWL) zu implementieren, liegen vor (Cregan 2005).
Bei der Tolog Query Engine handelt es sich beispielsweise um ein System, das es ermöglicht, neues Wissen über eine Prolog-artige Abfrage abzuleiten.
In der Praxis werden mit Topic Maps oft lediglich einfache  (facettierte) Klassifikationen modelliert, so dass dafür mit der eXchangeable Faceted Metadata Language (XFML) unabhängig eine vereinfachte Untermenge geschaffen wurde.
Als vereinheitlichtes API zum Bearbeiten von Topic Maps existiert TMAPI.